# آریتا فرانکلین
آریتا لوئیز فرانکلین (به انگلیسی: Aretha Louise Franklin) (۲۵ مارس ۱۹۴۲ – ۱۶ اوت ۲۰۱۸)، خواننده و ترانه‌سرا معروف سبک‌های موسیقی گاسپل، ریتم اند بلوز، موسیقی سول و موسیقی پاپ و از بزرگان تاریخ آواز و موسیقی آمریکا بود. ترانه‌های احترام، تو به من حس یک زن طبیعی را می‌دهی و فکر کن از کارهای مشهور و موفق وی هستند. مجلهٔ رولینگ استون در سال ۲۰۰۸ و در گزینش «۱۰۰ خوانندهٔ برتر همهٔ زمان‌ها» نام فرانکلین را در صدر فهرستش قرار داد.

## زندگی
آریتا فرانکلین به ملکهٔ سول شهرت داشت و در بیش از نیم قرن فعالیت هنری خود ۱۸ جایزه گرمی برد. فرانکلین در سال ۲۰۱۰ به سرطان لوزالمعده مبتلا شده بود. وی به جز عرصه هنر، در جنبش حقوق مدنی هم فعال بود. فرانکلین در مراسم تدفین مارتین لوتر کینگ، آواز خواند. وی در مراسم سوگند بیل کلینتون و باراک اوباما اجرا داشت. آخرین اجرای او نوامبر ۲۰۱۷ در مراسم بنیاد خیریه ایدز التون جان بود. آرتا فرانکلین وی در ۱۶ اوت ۲۰۱۸ در سن ۷۶ سالگی درگذشت.